# دييغو سانشيز مونتويا
دييغو سانشيز مونتويا (بالإسبانية: Diego Sánchez Montoya)‏ (4 مايو 1990 في إسبانيا - ) هو لاعب كرة قدم إسباني في مركز الهجوم. لعب مع بونفيرادينا ورايو ماخاداهوندا ونادي فوينلابرادا وLorca Atlético CF ‏ ونادي ليدا وJumilla CF ‏ وCD Bala Azul ‏ ونادي أولوت.

## وصلات خارجية
- دييغو سانشيز مونتويا على موقع قاعدة بيانات كرة القدم.إي يو (الإنجليزية)
- دييغو سانشيز مونتويا على موقع Soccerway.com (الإنجليزية)
- دييغو سانشيز مونتويا على موقع AS.com (الإسبانية)